# مقرات مؤسسات الاتحاد الأوروبي
تتخذ مؤسسات الاتحاد الأوروبي السبع من أربع مدن مختلفة مقرات لها، وهي بروكسل، وفرانكفورت، ولوكسمبورغ، وستراسبورغ، عوضًا عن تركزها في عاصمة واحدة. وتتوزع وكالات الاتحاد الأوروبي وهيئاته الأخرى على جميع أنحاء الاتحاد، ولكن مقراتها غير دائمة بموجب المعاهدات. تُعتبر مدينة لاهاي الاستثناء الوحيد، كونها المقر الدائم لمكتب الشرطة الأوروبية (يوروبول). وعلى مر السنين، أصبحت بروكسل المقر الرئيسي، بالنظر إلى اتخاذ المؤسسات الرئيسية والمجلس الأوروبي حاليًا من المدينة مقرًا كليًا أو جزئيًا، وهو ما أدى إلى اشتهارها شعبيًا باسم «عاصمة الاتحاد الأوروبي».
مثّلت المقرات محل نزاع سياسي بسبب إخفاق دول الاتحاد في البداية في الاتفاق بشأنها عند تأسيس الجماعة الأوروبية للفحم والصلب في العام 1952. وبالرغم من ذلك، وصلت الدول الأعضاء في الاتحاد إلى اتفاق نهائي في العام 1992 أُلحِق فيما بعد بمعاهدة أمستردام.
ومع هذا، فما يزال مقر البرلمان الأوروبي مسألة مثيرة للجدل. يتوزّع عمل البرلمان بين بروكسل، ولوكسمبورغ، وستراسبورغ، وهو ما يُعتبر معضلة بسبب العدد الكبير من الأعضاء في البرلمان الأوروبي، والموظفين، والوثائق التي يتوجب نقلها. نظرًا لكون المقرات الرئيسية منصوصٌ عليها في معاهدات الاتحاد الأوروبي، فلا يحق للبرلمان أن يحدد مكان مقرّه، على عكس الحال في البرلمانات المحلية.
إضافة إلى ما سبق، لا يخلو تحديد مقرات الهيئات الجديدة من استثارة الخلافات السياسية. اقتضت الضرورة أن يرمز مقر البنك المركزي الأوروبي إلى استقلاله عن الهيمنة السياسية، وهكذا فقد استقرّ في مدينة لا توجد فيها حكومة محلية أو مؤسسة أوروبية. ومنذ العام 2004، بدأ الاتحاد بإقامة وكالات جديدة في أوروبا الشرقية لتحقيق حالة من التوازن في توزيع الوكالات عبر الاتحاد الأوروبي.

## المواقع
تنصّ معاهدات الاتحاد الأوروبي على مواقع المؤسسات التالية: يكون مقر البرلمان الأوروبي في ستراسبورغ، ويستضيف اثنتي عشرة جلسة عامة شهرية (منها جلسة تحديد الميزانية). تستضيف بروكسل الجلسات واللجان الإضافية (وقد استُخدمت في سبتمبر من العام 2008 لعقد الجلسات الدورية بسبب لحوق أضرار بمبنى ستراسبورغ). تستضيف لوكسمبورغ أمانة البرلمان الأوروبي. تُعتبر بروكسل مقر مجلس الاتحاد الأوروبي، ما عدا خلال شهور أبريل، ويونيو، وأكتوبر، عندما تُعقد الاجتماعات في لوكسمبورغ.
تتخذ المفوضية الأوروبية من بروكسل مقرًا لها كذلك، رغم تمركز بعض أقسامها وخدماتها في لوكسمبورغ. يوجد مقر محكمة العدل للاتحاد الأوروبي (بالإضافة إلى المحاكم المكونة لها، ومحكمة العدل الأوروبية، والمحكمة العامة) ومحكمة المدققين الأوروبية، وبنك الاستثمار الأوروبي في مدينة لوكسمبورغ. تتخذ اللجنة الاقتصادية والاجتماعية الأوروبية، واللجنة الأوروبية للأقاليم من بروكسل مقرًا لها، في حين يوجد مقر البنك المركزي الأوروبي في فرانكفورت، وتُعتبر يوروبول هي الوكالة الوحيدة التي حُدّد مقرّها في مدينة لاهاي، بموجب المعاهدات.
على صعيد منفصل، ذكرت معاهدة نيس مدينة بروكسل تحديدًا بوصفها مقر جميع مؤتمرات القمة الرسمية للمجلس الأوروبي بعد العام 2004. بالرغم من ذلك، تُعقد بعض الجلسات الاستثنائية أحيانًا في مدن غيرها. من ناحية أخرى، يتحدد مقر المجلس الأوروبي بموجب إعلان وليس اتفاقية، وهو ما يعني أنه ليس مُلزِمًا بنفس القدر من الإلزامية المرافقة لأماكن المقرات الأخرى.
تنص معاهدة 2011 التي أُنشئت منظمة آلية الاستقرار الأوروبية بموجبها على أن مقر المنظمة يجب أن يكون في لوكسمبورغ. كما نصت على وجوب المصادقة على منظمة آلية الاستقرار الأوروبية والبدء بعملها في منتصف العام 2013، وأن يُسمح لها بإقامة مكتب اتصال تابع لها في بروكسل.

### المقرات غير الثابتة
توجد العديد من الهيئات والوكالات الأوروبية الأخرى والتي لم تُحدّد مقراتُها بموجب المعاهدات. تستضيف بروكسل وكالة الدفاع الأوروبية (كما يوجد في المدينة مقر حلف الناتو ومنظمة اتحاد أوروبا الغربية). وتستضيف لوكسمبورغ مركز الترجمة لهيئات الاتحاد الأوروبي وبنك الاستثمار الأوروبي. وتستضيف كلّ مِن ستراسبورغ وبروكسل مكاتب أمين المظالم الأوروبي. تتوزع الوكالات الأخرى في سائر أنحاء أوروبا ومنذ توسيع الاتحاد الأوروبي في العام 2004، برز حافز يدفع إلى استضافة مقرات عددٍ أكبر من الوكالات في الدول الأعضاء الجديدة بغيةَ توزيعٍ أكثر عدالة.
ومع ذلك، فقد ظهرت بعض المشاكل عند إقامة وكالات في الدول الأوروبية الشرقية. على سبيل المثال، واجهت الوكالة الأوروبية لحرس الحدود والسواحل (فرونتكس) صعوبات في توظيف خبراء من ذوي الكفاءة لعدم رغبة الكثير منهم في العيش في وارسو، المدينة المضيفة للوكالة، نظرًا للأجور المتدنية ومستوى المعيشة المنخفض نسبيًا. بالإضافة إلى ذلك، لقيت خطط إنشاء مقر برنامج غاليليو التابع لوكالة الفضاء الأوروبية في براغ معارضةً انطلاقًا من مخاوف أمنية تعتبر المدينة غير آمنة بالدرجة الكافية لتلك الوكالة الحساسة.

### أقسام المفوضية الأوروبية
مع وجود مقر المفوضية الأوروبية أساسًا في بروكسل، ينبغي على بعض أقسامها أن تُقيم مقرات لها في مدينة لوكسمبورغ منذ اتفاقية العام 1965 التي نصت على وجود الهيئات التالية في مدينة لوكسمبورغ: الإدارات المالية التابعة للجماعة الأوروبية للفحم والصلب؛ والأمانة العامة لبنك الاستثمار الأوروبي؛ والإدارة التي تجمع ضرائب الجماعة الأوروبية للفحم والصلب وأقسام الحسابات الملحقة بها؛ ومكتب منشورات الاتحاد الأوروبي وخدمات المبيعات والتدقيق اللغوي ودائرة معلومات البحث والتنمية المجتمعية المرتبطة به؛ ومكتب إحصاء يوروستات  وإدارة معالجة البيانات؛ وأقسام النظافة والسلامة الصناعية التابعة لكلّ مِن الجماعة الأوروبية للفحم والصلب ويورستات؛ والإدارة العامة للصحة وسلامة الأغذية؛ والإدارة العامة للإجراءات الاحترازية للجماعة الأوروبية للطاقة الذرية وأي خدمات بنية تحتية إدارية وفنية مناسبة لها.
مع تغير الإدارات على مرّ السنين، لم يعد بعضها موجودًا نظرًا لإلغائها أو إدماجها بغيرها، مما جعل معظم الإدارات الموجودة الآن مستقرة في بروكسل بشكل أساسي، مع الحفاظ على وجود ثانوي في مدينة لوكسمبورغ. وبرغم ذلك، فما زالت بعض الأقسام موجودة بمقراتها بشكل كامل في المدينة بموجب اتفاقية العام 1965.

### «العاصمة»
لم تعلن معاهدات أو إعلانات الاتحاد الأوروبي عن منح مسمّى «العاصمة» لأي مدينة في الاتحاد الأوروبي بأي شكل من الأشكال. ومع ذلك، فقد لاقى المصطلح رواجًا في الأوساط غير الرسمية بالرغم من دلالاته التي لا تتماشى مع التصورات النمطية المرتبطة بكيان دولي أو فوق وطني. غالبًا ما تحظى بروكسل بتلك التسمية، وخصوصًا في منشورات السلطات المحلية، والمفوضية الأوروبية، والصحافة. في واقع الحال، تفسر مدينة بروكسل اتفاق 1992 المتعلقة بأماكن المقرات (التفاصيل في باقي المقال) على أنه إعلان يسمّي بروكسل عاصمةً. وبالمقابل، تشير السلطات في ستراسبورغ والمنظمات الموجودة فيها إلى ستراسبورغ على أنها «عاصمة» أوروبا (غالبًا ما تعني تلك الدلالة أوروبا الأعمّ نظرًا لوجود مجلس أوروبا فيها كذلك)؛ ويشار أيضًا إلى بروكسل وستراسبورغ ولوكسمبورغ بتسمية عواصم أوروبا، مثلًا فيما يتعلق بمشروع «خط يوروكاب»: وهو خط سكة حديدية يربط «العواصم الأوروبية الثلاث».

## نبذة تاريخية
لدى إنشاء الجماعة الأوروبية للفحم والصلب في العام 1951، لم تتوصل الدول إلى اتفاق بخصوص المدينة التي ستستضيف مؤسسات المجموعة الجديدة. حظيت بروكسل بحالة قبول على نطاق واسع، ولكن بلجيكا رفضتها بتصويت فيتو وأصرت على مدينة لياج. نظرًا لتلك الأزمة، جرى التوافق على مدينة لوكسمبورغ كخيار مؤقت لجميع المؤسسات باستثناء الجمعية (البرلمان الأوروبي)، التي كان مُزمعًا إنشاؤها في ستراسبورغ. أنشئت مجموعتان إضافيتان في العام 1957، ووفقًا لنص اتفاق مؤقت مرة أخرى اتفقت الدول على عقد البرلمان في ستراسبورغ، واجتماع المحاكم في مدينة لوكسمبورغ، وتوزيع اللجان والمجالس بين مدينتيّ لوكسمبورغ وبروكسل. فيما بعد أخذت تلك المؤسسات تتركز في بروكسل أكثر فأكثر.